# Arossim Beach
Arossim Beach är en strand i Indien.   Den ligger i distriktet South Goa och delstaten Goa, i den sydvästra delen av landet, 1 500 km söder om huvudstaden New Delhi.